# Френк Джон Лоуше
Френк Джон Лоуше (англ. Frank Lausche; 14 листопада 1895 — 21 квітня 1990) — американський політик-демократ з Огайо. Був 47-м мером Клівленду і 55-м й 57-м губернатором штату Огайо, а також два терміни сенатором Сполучених Штатів з Огайо (1957—1969).